# Ugly Heroes (album)
Albums de Ugly Heroes
Ugly Heroes EP
(2014)
Singles
1. Graves
Sortie : 2013
2. Hero's Theme
Sortie : 2013

Ugly Heroes est le premier album studio d'Ugly Heroes (trio formé par le producteur Apollo Brown et les rappeurs Verbal Kent et Red Pill), sorti le 21 mai 2013.
L'album est articulé autour du thème des « cols bleus qui font tourner le monde ». Le titre Graves fait ainsi référence à l'ouvrier qui se bat pour nourrir sa famille, tandis que Long Drive Home est une réflexion des deux rappeurs sur les batailles qu'ils doivent mener au quotidien. Impaired Judgement, quant à lui, met l'accent sur l'utilisation des drogues et de l'alcool comme moyen d'évasion.

## Liste des titres
| No  | Titre               | Contient un (des) sample(s) de                                                           | Durée |
| --- | ------------------- | ---------------------------------------------------------------------------------------- | ----- |
| 1.  | The Feeling         |                                                                                          | 0:32  |
| 2.  | Desperate           | The Signs Part IV de David Axelrod Git Up, Git Out d'OutKast featuring Goodie Mob        | 4:31  |
| 3.  | Good Things Die     | Suspicious Minds de Dee Dee Warwick                                                      | 3:24  |
| 4.  | Long Drive Home     |                                                                                          | 3:01  |
| 5.  | Hero's Theme        | Round Lights de Thelonious Monk                                                          | 3:24  |
| 6.  | Graves              |                                                                                          | 3:19  |
| 7.  | Heart & Soul        | You Didn't Love Me Anyhow d'Act 1                                                        | 3:38  |
| 8.  | Take It or Leave It |                                                                                          | 3:10  |
| 9.  | Never Go            |                                                                                          | 2:50  |
| 10. | Sweet Love          |                                                                                          | 3:15  |
| 11. | God's Day Off       | Our Love Has Died des Ohio Players It's a New Day des Skull Snaps                        | 4:15  |
| 12. | Just Relax          |                                                                                          | 3:05  |
| 13. | This Is Life        | Why Do You Say Goodbye du Polish Radio Orchestra Get Out of My Life, Woman de Lee Dorsey | 4:18  |
| 14. | Impaired Judgement  |                                                                                          | 3:38  |
| 15. | Push                |                                                                                          | 4:13  |

| 16. | Ugly (featuring DJ Eclipse) |                             | 3:47 |
| 17. | Me                          | Video Games de Lana Del Rey | 3:44 |